# Philonotis secunda
Philonotis secunda là một loài rêu trong họ Bartramiaceae. Loài này được Dozy & Molk. Bosch & Sande Lac. mô tả khoa học đầu tiên năm 1861.